# Falska miljonären (fransk film)
Falska miljonären (originaltitel: Mon coeur et ses millions) är en fransk-svensk dramafilm från 1931 i regi av André Berthomieu. Filmen premiärvisades den 6 november 1931 på Gaumont-Palace i Paris. Som förlaga har man Maurice Castellains berättelse Le jeux de l'humour et du hasard, som skrevs 1931.
Samtidigt med den franska filmen spelades det in en svensk version med svenska skådespelare i de ledande rollerna, se Falska miljonären. De svenska statisterna medverkar även i den franska versionen.

## Rollista
- Jules Berry - Franck Crighton, miljonär
- Gaston Dupray - Guillaume Auribeau, sekreteraren
- Suzy Prim - Marguerite Mirgaudon, äventyrerska
- Renée Veller - Yolande de Vaneuse
- Gaston Jacquet - Mirgaudon
- Jean Diéner - comte de Vaneuse, Yolandes far
- Germaine Noizet - comtesse de Vaneuse, Yolandes mor
- Bill-Bocketts - Bill
- Fernand Tannière - Julot
- Henri Delivry - teaterdirektör
- Gunnar Björnstrand - körmedlem